# Adélaïde de Suse
Pour les articles homonymes, voir Adélaïde.
Adélaïde de Suse, parfois mentionnée sous la forme Adélaïde de Turin, surnommée « la Grande Comtesse »,, née vers 1020 à Turin et morte le 19 décembre 1091 à Canischio, est une princesse du Moyen Âge, fille de Oldéric-Manfred II d'Oriate (après 991-1036), margrave (marquis) de Suze et de Berthe d'Ivrée (vers 976- après 1029), margrave de Suse et comtesse de Turin.

## Biographie

### Origine et premier mariage
Adélaïde de Suse est issu de la dynastie des Arduinides, possessionnés en Piémont,. Elle est la fille de Olderic ou Olric Manfred II, marquis d'Italie, et de son épouse Berthe d'Ivrée (v.976-ap.1029), issue de la maison d'Ivrée. Cette dernière est margravine de Suse (parfois Suze) et comtesse de Turin. La marche de Turin comporte les principales villes de Suse, Turin, Ivrée ou encore Pignerol. La cité de Suse contrôle notamment le passage de la péninsule à la France, par le col du Mont-Cenis.
Les historiens s'accordent pour la faire naître vers 1020, à Turin.
Elle épouse Hermann IV (1014-1038), duc de Souabe, avec qui elle a deux enfants, puis le marquis de Montferrat Henri (décédé vers 1045), fils de Guillaume III de Montferrat — ce couple reste sans postérité.

### Comtesse et régente de Savoie
Au plus tard vers 1045, ou 1046, elle épouse Oddon ou Othon, fils d'Humbert, comte en Maurienne.
Au décès d'Othon Ier en 1060, elle tient la régence pour ses jeunes fils. Maîtresse-femme, elle conserve longtemps la tutelle. Elle semble aussi avoir une certaine influence sur l'empereur du Saint-Empire romain germanique Henri IV, que sa fille Berthe épouse en 1066.
Régente, Adélaïde autorise le passage des Alpes par le Mont-Cenis à son beau-fils par alliance, l'empereur Henri IV, pour qu'il puisse se rendre à Canossa en 1077,. La comtesse l'accompagne d'ailleurs auprès du pape Grégoire VII. En échange du passage, la comtesse et son fils auraient négocié l'obtention de cinq évêchés italiens. L'empereur les récompense, selon Guichenon, par la cession du Bugey à Amédée II et en reconnaissant les droits et l'inféodation du marquisat d'Ivrée à Adélaïde de Suse.
Lorsque son petit-fils, Humbert, succède à son père, les historiens supposent qu'elle maintient son influence sur la politique du comté.
La grande comtesse meurt en 1091, probablement à Canischio, à proximité de la cité de Cuorgnè, en Piémont.
Les Humbertiens ne conservent cependant que la ville de Suse de la dot qu'Adélaïde avait apportée.

## Famille

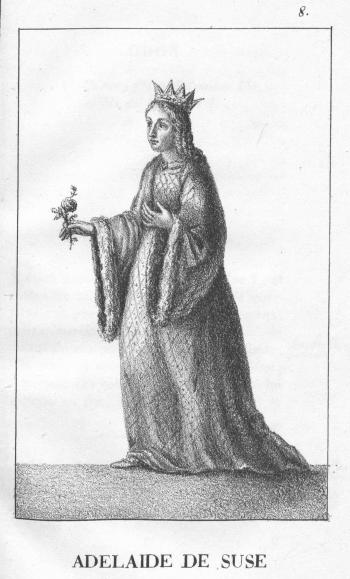
Adélaïde de Suse.

Adélaïde de Suse épouse en premières noces Hermann IV de Souabe (1014-1038) dont elle a deux enfants :
- Gebhard Ier, comte de Sulzbach (1035 - 1071) ;
- Hermann de Souabe (1034 - v.1056).

Elle épouse en secondes noces le marquis de Montferrat Henri, qui meurt dès 1044/1045, sans postérité.
Veuve une nouvelle fois, elle épouse le fils d'Humbert, comte en Maurienne, Othon (1023-1060), futur comte de Savoie (1051) et en Maurienne, dont :
- Pierre (v. 1048-v. 1078), marquis en Italie, considéré comme 4e comte de Savoie (v. 1057/1060-v. 1078), bien qu'aucun acte ne le qualifie ainsi. ∞ Agnès de Poitiers (d'Aquitaine) ;
- Amédée (v. 1050-1080), 5e comte de Savoie (v. 1078-1080). ∞ Jeanne de Genève ;
- Berthe, dite de Turin (1051-1087), ∞ (1066) Henri de Franconie, futur empereur Henri IV, élu en 1084 ;
- Adélaïde (1052-1079), ∞ (1067) Rodolphe de Rheinfeld-Souabe, duc de Souabe (1057-1079), et futur antiroi des Romains (1077-1080) ;
- Othon, Ot(t)on, Od(d)on († v. 1088), évêque d'Asti.

La première des filles porte le prénom de la « grand-mère maternelle », tandis que la seconde « [relève celui] de sa mère ». Le prénom d'Adélaïde se maintient dans les usages de la maison de Savoie puisqu'entre les « XIe et XIIe siècles, quatre des huit premières princesses savoyardes [...] portaient déjà ce nom », puis « ressurgit au XVIIe siècle, après que le duc Victor-Amédée Ier l’eut donné, en 1636, à la dernière de ses filles ».